# Listroscelis ferruginea
Listroscelis ferruginea är en insektsart som beskrevs av Ludwig Redtenbacher 1891. Listroscelis ferruginea ingår i släktet Listroscelis och familjen vårtbitare. Inga underarter finns listade i Catalogue of Life.